# لی یول-اوم
لی یول-اوم (کره‌ای: 이열음؛ زادهٔ ۱۶ فوریه ۱۹۹۶) بازیگر اهل کره جنوبی است. او بیشتر به خاطر ایفای نقش در مجموعه‌های تلویزیونی مانند دهکده: راز آچیارا، یانگوم دارد نگاه می‌کند، ملکه: عشق و جنگ و با وجود اینکه می‌دانم شناخته می‌شود.

## فیلم‌شناسی

### مجموعه‌های تلویزیونی
| سال  | عنوان                                    | شبکه       | نقش              | منابع  |
| ---- | ---------------------------------------- | ---------- | ---------------- | ------ |
| ۲۰۱۳ | دیگر نمی‌توانم تحمل کنم                   | جی‌تی‌بی‌سی   | پارک اون-می      | [ ۳ ]  |
| ۲۰۱۳ | دراما فستیوال ۲۰۱۳: بوی میتس گرل         | ام‌بی‌سی     | ها کیونگ         | [ ۴ ]  |
| ۲۰۱۴ | پادشاه دبیرستان                          | تی‌وی‌ان     | جونگ یو-آه       | [ ۵ ]  |
| ۲۰۱۴ | درامای ویژه فصل ۵: دانش آموز دبیرستان ای | کی‌بی‌اس۲    | جو اون-سو        | [ ۶ ]  |
| ۲۰۱۴ | کمپانی پادشاه دبیرستان                   | تی‌وی‌ان     | جونگ یو-آه       | [ ۷ ]  |
| ۲۰۱۵ | وکیل خانوادگی عاشق                       | اس‌بی‌اس     | وو یو-می         | [ ۸ ]  |
| ۲۰۱۵ | نجات خانواده                             | کی‌بی‌اس۱    | اوه سه-می        | [ ۹ ]  |
| ۲۰۱۵ | دهکده: راز آچیارا                        | اس‌بی‌اس     | گا-یونگ          | [ ۱۰ ] |
| ۲۰۱۶ | مونستار                                  | ام‌بی‌سی     | چا جونگ-اون      | [ ۱۱ ] |
| ۲۰۱۸ | عشق اول من                               | اوسی‌ان     | هان جی-سو        | [ ۱۲ ] |
| ۲۰۱۸ | درامای ویژه فصل ۹: سومین ازدواج مادرم    | کی‌بی‌اس۲    | اوه اون-سو       | [ ۱۳ ] |
| ۲۰۱۸ | یانگوم دارد نگاه می‌کند                   | ام‌بی‌سی     | هان جی-مین       | [ ۱۴ ] |
| ۲۰۱۹ | ملکه: عشق و جنگ                          | تی‌وی چوسان | جو یونگ-جی       | [ ۱۵ ] |
| ۲۰۲۰ | تاچ                                      | چنل ای     | دختر روی هواپیما | [ ۱۶ ] |
| ۲۰۲۱ | با وجود اینکه می‌دانم                     | جی‌تی‌بی‌سی   | یون سول-آه       | [ ۱۷ ] |
| ۲۰۲۲ | شین‌جیک‌کی                                 |            | شین‌جیک‌کی         | [ ۱۸ ] |
| ۲۰۲۲ | یک داستان روح                            | نتفلیکس    |                  | [ ۱۹ ] |

### فیلم
| سال  | عنوان      | نقش          | منابع  |
| ---- | ---------- | ------------ | ------ |
| ۲۰۲۰ | پشت آن کوه | گانگ مال-سون | [ ۲۰ ] |

## جوایز و نامزدی‌ها
| سال  | مراسم جوایز                      | دسته                                           | اثر                    | نتیجه    | منابع  |
| ---- | -------------------------------- | ---------------------------------------------- | ---------------------- | -------- | ------ |
| ۲۰۱۵ | بیست و سومین جوایز درامای اس‌بی‌اس | جایزه ستارهٔ تازه‌کار                            | دهکده: راز آچیارا      | برنده    | [ ۲۱ ] |
| ۲۰۱۶ | سی و ششمین جوایز درامای ام‌بی‌سی   | بهترین بازیگر زن تازه‌کار                       | مونستار                | نامزدشده | [ ۲۲ ] |
| ۲۰۱۸ | جوایز سرگرمی ام‌بی‌سی              | جایزه هنرمند زن تازه‌کار سال در دستهٔ موسیقی/تاک | یانگوم دارد نگاه می‌کند | نامزدشده | [ ۲۳ ] |